# ديزيري أخوان
ديزيري أخوان (بالإنجليزية: Desiree Akhavan)‏ (ولدت في 27 ديسمبر 1984)، هي مخرجة سينمائية، ومنتجة، وكاتبة سيناريو، وممثلة أمريكية.

## روابط خارجية
- ديزيري أخوان على موقع IMDb (الإنجليزية)
- ديزيري أخوان على موقع ألو سيني (الفرنسية)
- ديزيري أخوان على موقع أول موفي (الإنجليزية)
- ديزيري أخوان على موقع قاعدة بيانات الفيلم (الإنجليزية)
- ديزيري أخوان على موقع كينوبويسك (الروسية)